# SN 1954S
SN 1954S – supernowa odkryta 7 września 1954 roku w galaktyce A003542-0830. W momencie odkrycia miała maksymalną jasność 17,40m.